# 第21回日劇學院賞
←第20回 - 第21回 - 第22回→
第21回日劇學院賞是針對1999年4到6月在日本播出的連續劇做出投票與評比，這一期一共有二十六部連續劇被提名。

## 得獎名單

### 最優秀作品賞
1. 魔女的條件
2. 古畑任三郎
3. 週末婚
4. 迷宮
5. 甦醒的金狼

### 主演男優賞
1. 渡部篤郎（迷宮）
2. 田村正和（古畑任三郎）
3. 瀧澤秀明（魔女的條件）

### 主演女優賞
1. 永作博美（週末婚）
2. 松島菜菜子（魔女的條件）
3. 菅野美穗（戀愛奇蹟）

### 助演男優賞
1. 石井正則（古畑任三郎）
2. 吉田智則（羅曼史）
3. 石橋凌（甦醒的金狼）

### 助演女優賞
1. 松下由樹（週末婚）
2. 室井滋（非洲之夜）
3. 鶴田真由（明天會更好）

### 主題歌賞
1. 宇多田光：First Love（魔女的條件）
2. 蕾貝卡：Friends（唇膏）
3. AN-J：看見笑容的場所~I WANNA GO~（週末婚）

### 其他
- 新人俳優賞：吉田智則（羅曼史）
- 最佳服裝賞：藤原紀香（我的老師很辣）
- 腳本賞：三谷幸喜（古畑任三郎）
- 監督賞：澤田鎌作、永山耕三、中江功（唇膏）
- 劇中音樂賞：迷宮
- 卡司賞：魔女的條件
- 片頭賞：堀部公嗣（甦醒的金狼）
- 電視週刊特別賞：戀愛奇蹟

## 投票結果

### 作品賞

#### 評審投票
1. 迷宮
2. 週末婚
3. 古畑任三郎

#### TV記者投票
1. 古畑任三郎
2. 魔女的條件
3. 週末婚

#### 讀者投票
1. 魔女的條件
2. 明天會更好
3. 甦醒的金狼
4. 古畑任三郎
5. 唇膏
6. 戀愛奇蹟
7. 週末婚
8. 半張雙人床
9. 迷宮
10. 非洲之夜

### 主演男優賞

#### 評審投票
1. 渡部篤郎（迷宮）
2. 三上博史（唇膏）
3. 田村正和（古畑任三郎）

#### TV記者投票
1. 渡部篤郎（迷宮）
2. 田村正和（古畑任三郎）
3. 三上博史（唇膏）

#### 讀者投票
1. 瀧澤秀明（魔女的條件）
2. 中居正廣（明天會更好）
3. 香取慎吾（甦醒的金狼）
4. 田村正和（古畑任三郎）
5. 渡部篤郎（迷宮）
6. 三上博史（唇膏）
7. 中井貴一（半張雙人床）
8. 二宮和也（危險放課後）
9. 池內博之（羅曼史）
10. 澁谷昴（危險放課後）

### 主演女優賞

#### 評審投票
1. 永作博美（週末婚）
2. 菅野美穗（戀愛奇蹟）
3. 松島菜菜子（魔女的條件）、廣末涼子（唇膏）

#### TV記者投票
1. 永作博美（週末婚）
2. 菅野美穗（戀愛奇蹟）
3. 松島菜菜子（魔女的條件）

#### 讀者投票
1. 松島菜菜子（魔女的條件）
2. 菅野美穗（戀愛奇蹟）
3. 永作博美（週末婚）
4. 鈴木京香（非洲之夜）
5. 廣末涼子（唇膏）
6. 藤原紀香（我的老師很辣）
7. 稻森泉（半張雙人床）
8. 高島禮子（女保鑣）
9. 葉月里緒菜（戀愛奇蹟）
10. 今井繪理子（純愛學園）

### 助演男優賞

#### 評審投票
1. 吉田智則（羅曼史）
2. 窪塚洋介（唇膏）
3. 石井正則（古畑任三郎）

#### TV記者投票
1. 石井正則（古畑任三郎）
2. 吉田智則（羅曼史）
3. 石田壹成（唇膏）

#### 讀者投票
1. 段田安則（明天會更好）
2. 石井正則（古畑任三郎）
3. 石橋凌（甦醒的金狼）
4. 淳君（半張雙人床）
5. 石田壹成（唇膏）
6. 西村雅彥（古畑任三郎）
7. 佐野史郎（明天會更好）
8. 仲村徹（週末婚）
9. 佐藤浩市（非洲之夜）
10. 別所哲也（魔女的條件）

### 助演女優賞

#### 評審投票
1. 松下由樹（週末婚）
2. 西田尚美（魔女的條件）
3. 友阪理惠（非洲之夜）

#### TV記者投票
1. 松下由樹（週末婚）
2. 室井滋（非洲之夜）
3. 鶴田真由（明天會更好）、友阪理惠（非洲之夜）

#### 讀者投票
1. 松下由樹（週末婚）
2. 鶴田真由（明天會更好）
3. 室井滋（非洲之夜）
4. 山田麻衣子（魔女的條件）
5. 上原多香子（甦醒的金狼）
6. 徐若瑄（半張雙人床）
7. 伊藤蘭（明天會更好）
8. 加藤愛（危險放課後）
9. 本上真奈美（甦醒的金狼）
10. 黑木瞳（魔女的條件）

### 主題歌賞

#### 評審投票
1. 宇多田光：First Love（魔女的條件）
2. 蕾貝卡：Friends（唇膏）
3. AN-J：看見笑容的場所~I WANNA GO~（週末婚）

#### TV記者投票
1. 宇多田光：First Love（魔女的條件）
2. 蕾貝卡：Friends（唇膏）
3. AN-J：看見笑容的場所~I WANNA GO~（週末婚）、濱崎步&淳君：LOVE~since 1999~（半張雙人床）

#### 讀者投票
1. 宇多田光：First Love（魔女的條件）
2. 布袋寅泰：NOBODY IS PERFECT（明天會更好）
3. 蕾貝卡：Friends（唇膏）
4. 今井美樹：SLEEP MY DEAR（甦醒的金狼）
5. 濱崎步&淳君：LOVE~since 1999~（半張雙人床）
6. V6：Believe Your Smile（危險放課後）
7. 藤井郁彌：風的時代（戀愛奇蹟）
8. SPEED：Breakin' out to the morning（非洲之夜）
9. 槙原敬之：Hungry Spider（迷宮）
10. TRUE KISS DESTINATION：Girls be ambition（我的老師很辣）